# Chlorophytum glaucoides
Chlorophytum glaucoides är en sparrisväxtart som beskrevs av Ethelbert Blatter. Chlorophytum glaucoides ingår i släktet ampelliljor, och familjen sparrisväxter. Inga underarter finns listade i Catalogue of Life.